# Белуйський потік
Белуйський потік (словац. Belujský potok) — річка в Словаччині; права притока Штявниці довжиною 19.5 км. Протікає в округах Банська Штявниця і Крупіна.
Витікає в  масиві Штявницькі гори на висоті 460 метрів. Протікає територією сіл Белуй; Себехлеби і Гонтьянське Тесаре.
Впадає в Штявницю на висоті 147.5 метра.